# Xylopia laevigata
Xylopia laevigata är en kirimojaväxtart som först beskrevs av Carl Friedrich Philipp von Martius, och fick sitt nu gällande namn av Robert Elias Fries. Xylopia laevigata ingår i släktet Xylopia och familjen kirimojaväxter. Inga underarter finns listade i Catalogue of Life.